# Черкезишвили
Черкезишви́ли (в России — Черкезовы, груз. ჩერქეზიშვილი) — грузинский княжеский род.
В труде грузинского ученого, царевича Иоанна Багратиони указано, что предок князей Черкезишвили прибыл в Грузию в царствование царицы Тамары, то есть в 1187—1210 годах, из Черкез-Кирмана. Они сохранили титул князя и по происхождению получили эту фамилию.
Род Высочайше утверждён 9 января 1829 г. в княжеском достоинстве и записан в V часть родословной книги Тифлисской губернии.
- Князь Черкезишвили, Варлаам Асланович (1846—1925) — грузинский революционер, анархо-коммунист.
- Черкезишвили, Иван Леванович (1884—1938) — грузинский юрист и политик.
- Черкезишвили, Нанула Георгиевна (род. 1940) — Герой Социалистического Труда.